# Mangora v-signata
Mangora v-signata är en spindelart som beskrevs av Cândido Firmino de Mello-Leitão 1943. 
Mangora v-signata ingår i släktet Mangora och familjen hjulspindlar. Inga underarter finns listade i Catalogue of Life.